# Kamil Mjaskutowitsch Sakirow
Kamil Mjaskutowitsch Sakirow (russisch Камиль Мяскутович Закиров; * 15. November 1998 in Uljanowsk) ist ein russischer Fußballspieler.

## Karriere
Sakirow begann seine Karriere beim FK Krasnodar. Im Januar 2017 wechselte er zu Anschi Machatschkala. Im März 2017 stand er gegen Spartak Moskau erstmals im Profikader von Anschi. Im März 2018 spielte er erstmals für die zweite Mannschaft von Anschi in der drittklassigen Perwenstwo PFL. Bis zum Ende der Saison 2017/18 kam er zu elf Drittligaeinsätzen für Anschi-2. Das Team wurde allerdings nach Saisonende vom Spielbetrieb abgemeldet. Im März 2019 debütierte er schließlich auch für die Profis in der Premjer-Liga, als er am 18. Spieltag der Saison 2018/19 gegen den FK Orenburg in der Startelf stand. Bis zum Ende der Spielzeit kam der Mittelfeldspieler zu 13 Einsätzen in der höchsten russischen Spielklasse. Mit Machatschkala stieg er zu Saisonende allerdings aus der Premjer-Liga ab, Zweitligalizenz erhielt der Verein jedoch keine und wurde so direkt in die dritte Liga durchgereicht.
Daraufhin wechselte Sakirow zur Saison 2019/20 zum Erstligisten Rubin Kasan. Bis zur Winterpause kam er dreimal für die Tataren in der Premjer-Liga zum Einsatz. Im Februar 2020 wurde er an den Drittligisten Wolgar Astrachan verliehen. In Astrachan kam er jedoch nur zu einem Drittligaeinsatz, ehe die Saison aufgrund der COVID-19-Pandemie abgebrochen wurde. Zur Saison 2020/21 kehrte er zunächst wieder nach Kasan zurück, im August 2020 wurde er allerdings ein zweites Mal verliehen, diesmal nach Belarus an den FK Minsk. In der belarussischen Hauptstadt konnte er sich jedoch nicht durchsetzen, bis zum Ende der Saison 2020 kam er nur zu zwei Einsätzen in der Wyschejschaja Liha. Nach dem Ende der belarussischen Spielzeit kehrte er im Januar 2021 erneut nach Tatarstan zurück.
Im April 2021 wurde er ein drittes Mal verliehen, diesmal nach Lettland an den FC Noah Jūrmala. Für Noah absolvierte er sieben Partien in der Virslīga, ehe sich der Verein im Juli 2021 vom Spielbetrieb zurückzog. Daraufhin musste Sakirow zunächst wieder nach Kasan zurückkehren. Im September 2021 verließ er Rubin schließlich endgültig und schloss sich dem Drittligisten FK Dynamo Sankt Petersburg an.